# Dremomys
A Dremomys az emlősök (Mammalia) osztályának a rágcsálók (Rodentia) rendjébe, ezen belül a mókusfélék (Sciuridae) családjába tartozó nem.

## Rendszerezés
A nembe az alábbi 6 faj tartozik:
- Dremomys everetti Thomas, 1890
- Dremomys gularis Osgood, 1932
- Dremomys lokriah Hodgson, 1836
- kínai sziklamókus (Dremomys pernyi) Milne-Edwards, 1867 - típusfaj
- Dremomys pyrrhomerus Thomas, 1895
- Dremomys rufigenis Blanford, 1878